# موریس لامارش
موریس لامارچ (انگلیسی: Maurice LaMarche؛ زادهٔ ۳۰ مارس ۱۹۵۸) هنرپیشه و صدا پیشه اهل کانادا است. از فیلم‌هایی که وی در آن نقش داشته است می‌توان به دشت بزرگ بندر اشاره کرد.